# Diaphus lucifrons
Diaphus lucifrons är en fiskart som beskrevs av Fowler, 1934. Diaphus lucifrons ingår i släktet Diaphus och familjen prickfiskar. Inga underarter finns listade i Catalogue of Life.